# Клепиково (Ішимський район)
Кле́пиково (рос. Клепиково) — село у складі Ішимського району Тюменської області, Росія.
Населення — 856 осіб (2010, 879 у 2002).
Національний склад станом на 2002 рік:
- росіяни — 82 %